# おはよう!サンデー
『おはよう!サンデー』は、1980年10月5日から1987年4月5日まで日本テレビ系列局（一部地域除く）で放送された子供向けのテレビ番組。放送時間は毎週日曜 7:00 - 7:45 (JST) 。

## 概要
『おはよう!こどもショー』日曜版の後継番組として放送開始。タイトルの「おはよう!サンデー」は放送枠名であり、テレビ欄にはサブタイトルである「チャレンジ!ちびっこ」が掲載されていた。企画が「ちびっこマラソン」に一本化した1981年5月以降は、「おはよう!サンデー」と表記されることが多くなった。1987年4月5日の放送をもって6年半の歴史に幕を閉じた。
チャレンジ!ちびっこ
新幹線電車の運転、ワカサギ釣り、漫才、探偵、「太陽にほえろ! 子供版」など様々な企画を行っていた。
ちびっこマラソン
出場するのは小学生以下の子供で、高学年が5km、低学年が3kmのマラソンが行われていた。皇居一周を基本に地方開催も多く行っていた。また、「親子リレーマラソン」の企画を行ったこともあり、毎年3月末には小学校を卒業する6年生を出場対象にした「さよなら6年生大会」を放送。毎年の最終日曜日（後に毎年4月の第1日曜日）には毎年（毎年度）の決戦大会を行った（最終回の1987年4月5日放送分では「1986年度決戦大会」を実施）。ゲストをランナーに迎えて行うこともあった。

## 出演者

### キャスト
- 司会：コント赤信号（渡辺正行・小宮孝泰・石井章雄）
- 実況：志生野温夫（フリー・元日本テレビ）
- 日髙のり子（1986年4月6日まで）
- 藤木まり（1986年4月13日 - 最終回）

### ゲスト
- 今いくよ・くるよ（1981年6月28日）
- 明石家さんま（1981年7月5日）
- なべおさみ（1981年7月12日）
- コメディNo.1（1981年8月2日）
- 清水由貴子（1981年9月20日）
- 具志堅用高（1982年12月5日）
- ヒップアップ（1983年5月1日）
- 三遊亭円丈（1983年9月11日、9月18日）
- 他

## 皇居以外でマラソンを行った場所
自治体名は当時の表記
- 東京都
  - 秋川市
- 神奈川県
  - 箱根町
  - 小田原市（1982年8月29日、9月5日）
  - 丹沢湖（1984年12月23日、12月30日）
  - 湯河原町（1986年5月11日、5月18日）
  - 清川村（1986年9月21日、9月28日）
  - 伊勢原市（1987年3月1日、3月8日）
- 千葉県
  - 富津岬（1982年3月21日、3月28日）
  - 船橋市、習志野市（1983年6月19日、6月26日）
  - 睦沢町（1984年11月18日、11月25日）
  - 大多喜町（1985年4月14日、4月21日）
  - 旭市（1986年8月31日、9月7日）
- 埼玉県
  - 国営武蔵丘陵森林公園
  - 秩父市（1982年10月24日）
  - 小川町（1983年10月16日、10月23日）
  - 都幾川村（1984年4月22日、4月29日）
  - 所沢市（1985年2月24日、3月3日、12月8日、12月15日）
  - 越谷市（1985年5月5日、5月12日）
  - 戸田市（1986年1月12日、1月19日）
  - 坂戸市（1986年2月2日、2月9日）
  - 吉見町（1986年4月20日、4月27日）
  - 草加市（1986年6月8日、6月15日）
  - 熊谷市（1986年11月16日、11月23日）
- 茨城県
  - 波崎町（1986年10月5日、10月12日）
- 栃木県
  - 那須高原
  - 宇都宮市（1985年8月25日、9月1日）
- 群馬県
  - 伊勢崎市（1982年9月26日、10月3日）
  - 老神温泉（1985年7月14日、7月21日）
  - 新治村（1985年11月24日、12月1日）
  - 伊香保町（1986年6月22日、6月29日）
  - 草木ダム（1987年1月11日、1月18日）
  - 他
- 浅間山（1982年7月11日、7月18日）
- 新潟県
  - 柏崎市（1983年7月10日、1月17日）
  - 湯沢町（1985年12月22日、12月29日）
  - 他
- 静岡県
  - 駿府城（1981年11月22日、11月29日）
  - 浜名湖（1982年4月4日、4月11日）
  - 御前崎（1984年3月11日、3月18日）
  - 竜洋町（1984年12月9日、12月16日）
  - 富士サファリパーク
  - 川根町（1985年11月10日、11月17日）
  - 菊川町（1986年12月14日、12月21日）
  - 伊豆
    - 下田市
    - 伊東市（1982年3月7日、3月14日）
    - 土肥町（1983年7月24日、7月31日）
    - 稲取（1984年10月28日、11月4日／1987年1月25日、2月1日）
    - 熱川（1985年1月27日、2月3日／1987年2月15日、2月22日）
    - 熱海市（1985年3月17日、3月24日）
    - 伊豆高原（1985年5月19日、5月26日）
    - 西伊豆町（1985年6月30日、7月7日）
    - 中伊豆町（1986年10月19日、10月26日）
- 山梨県
  - 河口湖（1983年5月22日）
  - 大月市（1983年11月6日、11月13日）
- 長野県
  - 丸子町（1983年1月16日）
  - 軽井沢町（1983年8月7日、8月14日）
- 伊豆諸島
  - 伊豆大島（1982年3月）
  - 三宅島（1984年7月8日、7月15日）
- 福島県
  - 白河市（1985年9月8日、9月15日／1986年5月25日）
- 山形県
  - 山形市（1986年11月2日、11月9日）
  - 他

## テーマ曲
- WE'RE HERE TO PLEASE YOU - 1983年頃に時報とともに放送。オランダのフュージョングループ・フルーツケーキの1stアルバムの4曲目に収録されている。
  - 1983年に日本盤発売元であるビクター音楽産業よりレコードとCDとカセットテープが発売された。以後長らく廃盤となっていたが、長年にわたるリクエスト要望に追える形で20bitデジタルリマスターを施し、2010年10月にタワーレコードと音楽評論家熊谷美広の最新の解説つきで再発売された。
- 恋はStep by Step - 1986年11月からのテーマ曲、当時のレギュラー出演者の藤木まりのレコードデビュー曲[1]。